# Ohio Valley Conference
La Ohio Valley Conference est le groupement de onze universités gérant les compétitions sportives universitaires dans huit disciplines masculines, dix féminines et une discipline mixte dans le Midwest des États-Unis.

## Membres actuels

Répartition géographique.

| Institutions                                              | Siège                   | Fondation | Type            | Surnom                | Rejoint                                                           |
| --------------------------------------------------------- | ----------------------- | --------- | --------------- | --------------------- | ----------------------------------------------------------------- |
| Université de l'Est de l'Illinois à Edwardsville (en)     | Charleston, Illinois    | 1895      | Publique        | Panthers (en)         | 1996                                                              |
| Université Lindenwood                                     | St. Charles, Missouri   | 1827      | Privée          | Lions (en)            | 2022                                                              |
| Université de l'Arkansas à Little Rock (Little Rock)      | Little Rock, Arkansas   | 1927      | Publique        | Trojans               | 2022                                                              |
| Université d'État de Morehead                             | Morehead, Kentucky      | 1887      | Publique        | Eagles (en)           | 1948                                                              |
| Université du Sud de l'Illinois à Edwardsville (en)(SIUE) | Edwardsville, Illinois  | 1957      | Publique        | Cougars (en)          | 2008                                                              |
| Université d'État du sud-est du Missouri (en)             | Cap Girardeau, Missouri | 1873      | Publique        | Redhawks (en)         | 1991                                                              |
| Université du Sud de l'Indiana                            | Evansville, Indiana     | 1965      | Publique        | Screaming Eagles (en) | 2022                                                              |
| Université d'État du Tennessee                            | Nashville, Tennessee    | 1912      | Publique (HBCU) | Tigers (en)           | 1986                                                              |
| Université Technologique du Tennessee                     | Cookeville, Tennessee   | 1912      | Publique        | Golden Eagles (en)    | 1949                                                              |
| Université du Tennessee à Martin                          | Martin, Tennessee       | 1927      | Publique        | Skyhawks (en)         | 1992                                                              |
| Université de l'Ouest de l'Illinois (en)                  | Macomb, Illinois        | 1899      | Publique        | Leathernecks          | 2023 (autres sports) 2024 (football américain et soccer masculin) |

1. 1 2 3  Aucune équipe de football américain.
2. ↑  Morehead State joue au football américain dans la Pioneer Football League.
3. ↑  Western Illinois continuera à jouer au football américain dans la Missouri Valley Football Conference et au soccer masculin dans la Summit League jusqu'à la saison 2023 avant de rejoindre l'OVC dans les deux sports en 2024.

### Membres associées
Membre sortant en rose.
| Institutions                          | Siège                    | Fondation | Type     | Surnom         | Sport(s)             | Rejoint | Conférence principale      |
| ------------------------------------- | ------------------------ | --------- | -------- | -------------- | -------------------- | ------- | -------------------------- |
| Université Bryant                     | Smithfield, Rhode Island | 1863      | Privée   | Bulldogs       | Golf féminin         | 2024    | America East Conference    |
| Université Bryant                     | Smithfield, Rhode Island | 1863      | Privée   | Bulldogs       | Golf masculin        | 2024    | America East Conference    |
| Université Bryant                     | Smithfield, Rhode Island | 1863      | Privée   | Bulldogs       | Tennis féminin       | 2024    | America East Conference    |
| Université du Tennessee à Chattanooga | Chattanooga, Tennessee   | 1886      | Publique | Mocs           | Beach-volley féminin | 2019    | Southern Conference        |
| Université chrétienne de Houston (en) | Houston, Texas           | 1960      | Privée   | Huskies (en)   | Soccer masculin      | 2023    | Southland Conference       |
| Université du Verbe incarné           | San Antonio, Texas       | 1881      | Privée   | Cardinals (en) | Soccer masculin      | 2023    | Southland Conference       |
| Université Liberty                    | Lynchburg, Virginie      | 1971      | Privée   | Flames         | Soccer masculin      | 2023    | Conference USA             |
| Université d'État de Murray           | Murray, Kentucky         | 1922      | Publique | Racers         | Tir sportif          | 2022    | Missouri Valley Conference |

1. ↑  Liberty déplacera l'équipe de soccer masculin vers la Southern Conference en 2026.

### Futurs membres associées
| Institutions                                        | Siège           | Fondation | Type     | Surnom        | Sport(s)        | Rejoint | Conférence principale |
| --------------------------------------------------- | --------------- | --------- | -------- | ------------- | --------------- | ------- | --------------------- |
| Université du Texas de la Vallée du Rio Grande (en) | Edinburg, Texas | 2013      | Publique | Vaqueros (en) | Soccer masculin | 2026    | Southland Conference  |

## Anciens membres
| Institutions                            | Siège                            | Fondation | Type     | Surnom           | Rejoint | Départ | Nouvelle conférence                       | Conférence en cours    |
| --------------------------------------- | -------------------------------- | --------- | -------- | ---------------- | ------- | ------ | ----------------------------------------- | ---------------------- |
| Université d'Akron                      | Akron, Ohio                      | 1870      | Publique | Zips             | 1980    | 1987   | Indépendant                               | MAC                    |
| Université d'État Austin Peay           | Clarksville, Tennessee           | 1927      | Publique | Governors (en)   | 1962    | 2022   | ASUN (UAC en 2026)                        | ASUN (UAC en 2026)     |
| Université Belmont                      | Nashville, Tennessee             | 1890      | Privée   | Bruins           | 2012    | 2022   | Missouri Valley                           | Missouri Valley        |
| Université d'État d'East Tennessee (en) | Johnson City, Tennessee          | 1911      | Publique | Buccaneers (en)  | 1958    | 1978   | SoCon                                     | SoCon                  |
| Université du Kentucky oriental (en)    | Richmond, Kentucky               | 1906      | Publique | Colonels (en)    | 1948    | 2021   | ASUN (UAC en 2026)                        | ASUN (UAC en 2026)     |
| Université d'Evansville                 | Evansville, Indiana              | 1854      | Privée   | Purple Aces (en) | 1948    | 1952   | Indiana Collegiate Conference             | MVC                    |
| Université d'État de Jacksonville       | Jacksonville, Alabama            | 1883      | Publique | Gamecocks        | 2003    | 2021   | ASUN                                      | CUSA                   |
| Université de Louisville                | Louisville, Kentucky             | 1798      | Publique | Cardinals        | 1948    | 1949   | Indépendant                               | ACC                    |
| Université Marshall                     | Huntington, Virginie-Occidentale | 1837      | Publique | Thundering Herd  | 1949    | 1952   | Indépendant                               | Sun Belt               |
| Université d'État de Middle Tennessee   | Murfreesboro, Tennessee          | 1911      | Publique | Blue Raiders     | 1952    | 2000   | Sun Belt                                  | CUSA                   |
| Université d'État de Murray             | Murray, Kentucky                 | 1922      | Publique | Racers           | 1948    | 2022   | Missouri Valley                           | Missouri Valley        |
| Université Samford                      | Homewood, Alabama                | 1841      | Privée   | Bulldogs (en)    | 2003    | 2008   | SoCon                                     | SoCon                  |
| Université de Western Kentucky          | Bowling Green, Kentucky          | 1906      | Publique | Hilltoppers      | 1948    | 1982   | Sun Belt                                  | CUSA                   |
| Université d'État de Youngstown         | Youngstown, Ohio                 | 1908      | Publique | Penguins (en)    | 1981    | 1988   | Mid-Continent Indépendant, I-AA (foot US) | Horizon MVFC (foot US) |

## Installations sportives
Futurs équipes en gris.
| Université              | Stade de football américain                                | Capacité                                                   | Salle de basket-ball       | Capacité |
| ----------------------- | ---------------------------------------------------------- | ---------------------------------------------------------- | -------------------------- | -------- |
| Eastern Illinois (en)   | O'Brien Field (en)                                         | 10 000                                                     | Lantz Arena (en)           | 5 300    |
| Lindenwood (en)         | Hunter Stadium (en)                                        | 6 000                                                      | Hyland Arena (en)          | 3 270    |
| Little Rock             | Pas d'équipe de football américain                         | Pas d'équipe de football américain                         | Jack Stephens Center (en)  | 5 600    |
| Morehead State (en)     | Joue au football américain dans la Pioneer Football League | Joue au football américain dans la Pioneer Football League | Ellis Johnson Arena (en)   | 6 500    |
| SIU Edwardsville (en)   | Pas d'équipe de football américain                         | Pas d'équipe de football américain                         | First Community Arena (en) | 4 000    |
| Southeast Missouri (en) | Houck Stadium (en)                                         | 11 015                                                     | Show Me Center (en)        | 6 972    |
| Southern Indiana (en)   | Pas d'équipe de football américain                         | Pas d'équipe de football américain                         | Screaming Eagles Arena     | 4 800    |
| Tennessee State (en)    | Nissan Stadium                                             | 68 000                                                     | Gentry Complex (en)        | 10 500   |
| Tennessee State (en)    | Hale Stadium                                               | 10 000                                                     | Gentry Complex (en)        | 10 500   |
| Tennessee Tech (en)     | Tucker Stadium (en)                                        | 16 800                                                     | Eblen Center (en)          | 9 280    |
| UT Martin (en)          | Graham Stadium (en)                                        | 7 500                                                      | Skyhawk Arena (en)         | 4 300    |
| Western Illinois        | Hanson Field (en)                                          | 16 388                                                     | Western Hall (en)          | 4 421    |